# Thapa
Thapa (en nepalí: थापा; pronunciation:/t̪ʰāpā/) es un apellido comúnmente utilizado por el pueblo nepalí (Nepalí), personas pertenecientes a la casta Chhetri de Khas (grupo de Khas), un grupo étnico-lingüístico indo-ario y el pueblo de Magar, un grupo étnico-lingüístico sino-tibetano.

## Sources
- Pradhan, Kumar L. (2012), Thapa Politics in Nepal: With Special Reference to Bhim Sen Thapa, 1806–1839, New Delhi: Concept Publishing Company, p. 278, ISBN 9788180698132.

- Datos: Q369816
- Multimedia: Thapa (surname) / Q369816